# 云南醉魂藤
云南醉魂藤（学名：Heterostemma wallichii）为夹竹桃科醉魂藤属的植物。分布于印度、尼泊尔以及中国大陆的云南等地，生长于海拔800米至2,100米的地区，一般生于山地疏林中和攀援树上，目前尚未由人工引种栽培。